# Niko Kijewski
Niko Kijewski (* 28. März 1996 in Osnabrück) ist ein deutscher Fußballspieler. Der Abwehrspieler steht seit Juli 2024 beim SC Verl unter Vertrag.

## Karriere

### Verein
Kijewski wechselte im Jahr 2014 vom VfL Osnabrück in die A-Jugend von Eintracht Braunschweig. Zur Saison 2015/16 rückte er in den Trainingskader der ersten Mannschaft auf.
Am 1. April 2016 debütierte er bei einem 2:1-Sieg gegen den SC Paderborn 07 in der 2. Bundesliga.
Mit der Eintracht belegte er am Ende der Zweitligasaison 2016/17 den dritten Platz, in den Relegationsspielen zur Fußball-Bundesliga unterlag man jedoch dem VfL Wolfsburg. In der folgenden Spielzeit 2017/18 stieg er mit Braunschweig aus der 2. Bundesliga in die 3. Liga ab.
Nach zwei Jahren feierte Kijewski mit Eintracht Braunschweig 2020 den Wiederaufstieg in die 2. Bundesliga.
Im Sommer 2024 verließ er den Verein und wechselte zum SC Verl.

### Nationalmannschaft
Kijewski spielte für mehrere deutsche Jugendnationalmannschaften. Im Juli 2015 wurde er von U-19-Bundestrainer Marcus Sorg für die U-19-Europameisterschaft in Griechenland nachnominiert. Im Turnier schied die deutsche Auswahl als Gruppenletzter in der Vorrunde aus; Kijewski blieb in allen drei Partien ohne Einsatz.